# Kawamura Sumiyoshi
Kawamura Sumiyoshi est un nom japonais traditionnel ; le nom de famille (ou le nom d'école), Kawamura, précède donc le prénom (ou le nom d'artiste).
Le comte Kawamura Sumiyoshi (川村 純義), 18 décembre 1836 - 12 août 1904, est un amiral de la Marine impériale japonaise. Sa femme, Haru, est la tante de Takamori Saigō.

## Biographie
Originaire de Satsuma, Kawamura étudie la navigation au centre d'entraînement naval de Nagasaki. En 1868, il se joint à son clan et combat du côté impérial pendant la guerre de Boshin lors de la restauration de Meiji en tant que général d'armée. Il se distingue particulièrement à la bataille d'Aizu.
Sous le nouveau gouvernement de Meiji, il devient officier dans la marine impériale japonaise récemment formée et s'élève progressivement de rang en rang. Premier directeur de l'Académie navale impériale du Japon en 1870 et taifu (vice-ministre) de la Marine en 1872, il commande les forces navales japonaises pendant l'expédition de Taïwan de 1874.
Lors de la rébellion de Satsuma, il est placé aux commandes de toutes les troupes impériales en septembre 1877 pendant la bataille de Shiroyama près de Kumamoto, quand Takamori Saigō est tué (ou se fait seppuku).
En 1878, Kawamura est sangi (conseiller) et second ministre de la Marine. Il reste à ce poste sans interruption jusqu'en 1885 excepté quand il est temporairement remplacé par Takeaki Enomoto. Au cours de cette période, il accroît l'influence du domaine de Satsuma dans la Marine.
En 1884, il est anobli du titre de hakushaku (comte) selon le système nobiliaire du kazoku. Devenu plus tard conseiller à la cour et conseiller privé, il est chargé de l'éducation du prince Michi (futur empereur Hirohito) et de son jeune frère le prince Yasuhito Chichibu en 1901.
Kawamura à des liens étroits avec Louis-Émile Bertin. Il est invité à déjeuner dans la résidence privée de Bertin, à Shiba, en 1886, en présence de l'amiral Henri Rieunier commandant en chef la division navale des mers de Chine et du Japon et de hauts dignitaires de l'empire du soleil levant.
En 1904, Kawamura reçoit le titre posthume d'amiral, créant un précédent pour de tels honneurs. La cause de son décès reste inconnue.

## Source de la traduction
- (en) Cet article est partiellement ou en totalité issu de l’article de Wikipédia en anglais intitulé « Kawamura Sumiyoshi » (voir la liste des auteurs).